# 깃허브 검열

깃허브 로고

깃허브는 로컬 인터넷 서비스 제공자 차단, DNS 하이재킹 및 중간자 공격 및 서비스 거부 공격와 같은 방법을 사용하는 중개 차단을 사용하여 정부의 검열 대상이 되었다. 서비스는 중화인민공화국, 인도, 러시아 및 터키를 포함한 깃허브 서버에 대한 공격이다. 이 모든 경우에 깃허브는 사용자 및 기술 비즈니스의 반발이나 깃허브의 규정 준수로 인해 결국 차단 해제되었다.

## 배경
깃허브는 웹 기반 깃 저장소 호스팅 서비스이며 주로 소프트웨어 소스 코드의 호스팅 및 프로젝트 관리의 용이화를 위해 사용된다. 2015년 11월 기준으로 깃허브는 11,500,000명 이상의 사용자와 28,900,000개 이상의 저장소를 보유하고 있다고 보고하고 있다. 무료 계정, Gist라는 이름의 pastebin 서비스, github.io 도메인의 무료 웹사이트 호스팅을 제공한다. 깃허브 서비스 이용 조항은 불법적인 이용을 금지하며 깃허브 재량으로 내용을 제거할 권리를 보유한다. DCMA 테이크다운 고지로 인해 깃허브가 자동으로 테이크다운 조치를 하지 않은 다른 프로젝트는 사용자들이 포크(fork: 복사하여 개별적으로 개발)하여 사용할 수 있다. 깃허브는 연결을 위해 HTTPS를 사용하며 이로써 타사로부터 데이터를 더 안전하게 취급할 수 있다.